# Турако гребінчастий
Турако гребінчастий (Ruwenzorornis johnstoni) — вид птахів родини туракових (Musophagidae).

## Поширення
Вид поширений в горах Рувензорі та Мітумба на кордоні Бурунді, Руанди, Уганди та Демократичної Республіки Конго. Живе у тропічних гірських лісах, в яких домінують бамбук та подокарпус.

## Опис
Тіло з хвостом завдовжки 43-46 см, вага до 260 г. Це птах із досить барвистим оперенням. Шия, груди, живіт і верхня частина спини яскраво-зелені. На грудях є помаранчева кругла пляма. Крила і хвіст фіолетового кольору. Первинні криючі крил яскраво-червоного кольору; їх видно лише під час польоту. Голова темно-зеленого кольору, має темно-синій або чорний гребінь, а під дзьобом є пляма такого ж кольору. Потилиця та очне кільце яскраво червоні. Дзьоб кремового кольору.

## Спосіб життя
Живе на деревах, на землю спускається лише, щоб попити. Трапляється парами або невеликими групами. Живиться плодами та листям. Сезон розмноження пов'язаний з сезоном дощів. Гніздо у вигляді невеликої платформи з гілок будує самиця серед гілок дерева. У гнізді 2 світло-сірих яйця. Насиджує обидва партнери. Інкубація триває 20 днів. За пташенятами доглядають обидва батьки. Через 4 або 5 тижнів вони зможуть літати і залишають гніздо.

## Підвиди
- G. j.  johnstoni (Sharpe, 1901) - живе в горах Рувензорі на північному сході Демократичної Республіки Конго та на південному заході Уганди.
- G. j.  kivuensis (Neumann, 1908) - гірський хребет Ківу на сході Демократичної Республіки Конго, вулкани Вірунга та ліс Нюнгве в Руанді та Бурунді, національні парки Бвінді та Мгахінга на південному заході Уганди.
- G. j. bredoi (Verheyen, 1947) - гора Кабобо на сході Демократичної Республіки Конго .